# Retznei
Retznei è una frazione di 429 abitanti del comune austriaco di Ehrenhausen an der Weinstraße, nel distretto di Leibnitz (Stiria). Già comune autonomo, il 1º gennaio 2015 è stato fuso con gli altri ex comuni di Berghausen, Ehrenhausen e Ratsch an der Weinstraße per costituire il nuovo comune mercato (Marktgemeinde).